# Lake Ngakeketa
Der Lake Ngakeketa ist ein Dünensee im Far North District der Region Northland auf der Nordinsel von Neuseeland.

## Geographie
Der Lake Ngakeketa befindet sich rund 3,3 km südwestlich der Cape Reinga Road, die nach Norden bis zum Cape Reinga / Te Rerenga Wairua führt, das rund 13 km nordnordwestlich liegt. Rund 3,36 km nordöstlich ist die Küste zur Tasmansee. Rund 530 m westlich erstreckt sich noch ein weiterer, etwas größerer, in Nord-Süd-Richtung gelagerter See, der aber in gängigem Kartenmaterial ohne Namen dargestellt wird. Dieser See liegt auf einer ungefähren Höhe von 50 m, während der Lake Ngakeketa rund 15 m tiefer liegt und über einen rund 1,375 km langen Ablauf des westlichen Sees in Verbindung steht. Der rund 10,7 Hektar große Lake Ngakeketa verfügt über mehrere Arme, wovon der Längste bis zum Abfluss des Sees rund 1,1 km misst. Seine breiteste Stelle weist 205 m auf und die Uferlinie kommt auf eine Länge von rund 3,6 km.
Die tiefste Stelle des Lake Ngakeketa wird mit 8,5 m angegeben.
Gespeist wird der See über ein paar kleine, aus unterschiedlichen Richtungen zulaufende Bäche sowie über den Ablauf des westlichen Sees. Am südlichen Ende des Lake Ngakeketa entwässert dieser über den Kauaeparāoa Stream / Te Paki Stream in Richtung der Tasmansee.
Wie auf einem Satellitenfoto erkennbar, wird der Abfluss des westlichen Sees über den Sand der großen, südlich angrenzenden Düne dazu führen, dass der Lake Ngakeketa irgendwann zweigeteilt werden wird, denn schon jetzt ragt der Zufluss über ca. 200 m an einer südlichen Stelle in den See hinein.

## Seedaten
| See            | Fläche (Hektar) | Länge (km) | max. Breite (m) | Umfang (km) | Höhe über dem Meeres- spiegel (m) | Tiefe (m) | Anmerkungen |
| -------------- | --------------- | ---------- | --------------- | ----------- | --------------------------------- | --------- | ----------- |
| Lake Ngakeketa | 10,7            | 1,1        | 170             | 3,6         | 35                                | 8,5       |             |
| westlicher See | 22,0            | 1,3        | 385             | 4,3         | 50                                | 7,0       |             |

## Lake Ngākeketo Recreation Reserve
Am 17. Dezember 2015 wurde der gesamte See über den Te Aupouri Claims Settlement Act 2015 zum Lake Ngākeketo Recreation Reserve ernannt und am 30. Juni 2016 in der New Zealand Gazette No. 60 entsprechend veröffentlicht.